# 조경이
조경이(趙京洢, 1983년 7월 23일 ~ )는 대한민국의 성우로, 2010년 대원방송 성우극회 공채 2기로 입사했다.

## 약력
- 한때 그녀는 뛰어난 연기와는 다르게 후배들 연기 지도에 엄격하다는 것으로 알려져 있었으나, 2024년 7월 5일 승리의 여신: 니케 공식 광고방송을 진행하는 한 아프리카TV BJ의 방송에서 그것에 대해 자신은 사실 엄격한 편이 아니라고 해명하였다. 또한 이때 '1기수 후배 김혜성을 포함한 다른 성우들이 이러한 글을 보고 놀린다' 라고도 덧붙였다.[2]

- 자신의 배역 중 하나인 하츄핑으로 유명해졌다.

## 출연 작품
굵은 글씨는 주연 및 레귤러 캐릭터.

### 애니메이션(대원방송)
- 꼬마돌 도도 - 레미
- 꼬마 바이킹 빅 - 빅
- 내 이야기!! - 야마토 린코
- 달의 요정 세일러문(애니원) - 루나
  - 달의 요정 세일러문 세일러 스타즈 - 오로라 공주
- 드래곤볼 Z 카이 - 덴데
  - 드래곤볼 Z 카이 2기 - 아기 트랭크스, 덴데
  - 드래곤볼 Z 카이 3기 THE FINAL CHAPTERS - 어린 트랭크스, 오천크스
- 드래곤볼 슈퍼 - 어린 트랭크스
- 디지몬 크로스워즈 - 큐트몬, 모니터몬C
- 매일엄마 - 슬기
- 미나미家 세자매 다녀왔어 - 케이코
- 뱀파이어 프린세스 - 네로
- 브레이브 비트: 파워스텝 댄스톤 - 아들린
- 블루 드래곤 : 천계의 7룡 - 로타레스
- 빙과(블루레이 디스크) - 치탄다 에루
- 소년탐정 김전일 Original - 후미
학교 7대 불가사의 살인사건 - 아오야마 치히로
영하 15도의 살의 - 스즈모리 에미
오페라 극장 살인사건 - 히다카 오리에
마술열차 살인사건 - 마리오네트  슈퍼파워 쫄쫄이팬츠! - 레베카
- 신령사냥 - 치호
- 엉뚱발랄 재키캣
- 역전재판(애니박스) - 하루미
- 미라클 체인지 퍼펙트반장! - 새봄, 유리(32화)
- 우리들이 있었다 - 치사
- 원피스 Original(애니원/챔프TV) - 타시기, 캐롤, 어린 스모커, 어린 조로, Ms.파더스데이
  - 원피스 Original 14기 마린포드 편 PART1(애니박스) - 타시기
  - 원피스 Original 16기 어인섬 편(애니원) - 시라호시, 타시기
  - 원피스 NEW 21기 홀케이크 아일랜드 편  PART1(애니박스) - 시라호시
- 위 베어 베어스 : 곰브라더스 - 클로이 박, 어린 판다
- 유희왕 ZEXAL - 캐시, 하루트
- 유희왕 5D's
- 페어리 테일 - 미라젠 스트라우스, 푸르, 밀리아나, 파
  - 페어리 테일 2 니르바나 편 - 미라젠 스트라우스, 푸르, 파, 제미
  - 페어리 테일 3 에도라스 편 - 미라젠 스트라우스, 에도 미라젠, 푸르, 몬모
  - 페어리 테일 4 천랑섬 편 - 미라젠 스트라우스, 푸르, 파, 파파, 제미, 몬모, 저주인형
  - 페어리 테일 5기 밤하늘의 열쇠 편 - 미라젠 스트라우스, 푸르
  - 페어리 테일 6기 대마투연무 편 - 미라젠 스트라우스
  - 페어리 테일 7기 이클립스 편 - 미라젠 스트라우스
  - 페어리 테일 8기 성령의 반란 편 - 제미
  - 페어리 테일 9기 타르타로스 편 - 미라젠 스트라우스
- 포요포요 관찰일기 - 포요
- 해파리 공주 - 클라라
- 후레쉬 프리큐어! - 나소희/큐어 파인
- 하트캐치 프리큐어! - 포프리, 담임선생님, 효정, 미리, 김영주
- 해피해피 다마고치! - 러블리치, 러블린, 해피해피치, 마마파치
- SD건담 삼국전 - 관평

### 애니메이션(KBS)
- 공룡메카드 - 나나린
- 반지의 비밀일기 - 진냠냠, 곱단선생님
- 핑크퐁 원더스타 - 핑크퐁
- 명탐정 핑크퐁과 호기 - 핑크퐁
- 핑크퐁과 호기: 새 친구 니니모 - 핑크퐁, 니니모
- 핑크퐁 원더스타 123리메이크 - 핑크퐁, 니니모
- 캐치! 티니핑 - 하츄핑, 엘리
- 헬로 카봇  - 엉토킹
- 시노스톤 - 듀이
- 주디세이 - 주디
- 주디세이 퀴즈쇼 - 주디
- 고둥둥심포니 - 원하씽, 하이씽, 뚜아몽, 아울원, 아울포
- 바바프렌즈 - 보리, 위니, 내레이션
- 브레드 이발소 4:베이커리 빵 스타즈 - 오토로

### 애니메이션(타사)
- 일하는 세포(애니맥스) - 혈소판(리더)
- SPY×FAMILY(애니플러스) - 카밀라
- 괴도 조커(카툰네트워크) - 홋시, 레이, 로즈
- 꼬미와 베베 (EBS) - 베베
- 도날드 덕 가족의 모험 (디즈니 채널) - 웨비, 델라 덕
- 레인보우 버블젬 (EBS) - 레드 루비
- 빅 시티 그린(디즈니 채널) - 틸리 그린, 기타 배역
- 신비한 개구리 나라 앰피비아 (디즈니 채널, 디즈니+) - 앤 분초이
- 스파이디 그리고 놀라운 친구들 (디즈니+) - 그웬/고스트 스파이더, 메이 큰엄마
- 마이 리틀 포니 레인보우 락(넷플릭스) - 트와일라잇 스파클, 옥타비아
- 명탐정 코난 (15기) (투니버스) - 리사 퍼플(채리사)
- 베이블레이드 버스트(투니버스) - 한경
- 몬스터 하이 (넷플릭스) - 프랭키 스타인
- 숲의 요정 페어리루 마법의 문 - 리프
- 숲의 요정 페어리루 ~마법의 거울~ - 리프
- 숲의 요정 페어리루 ~마법의 펜듈럼~ - 리프
- 스낵월드(투니버스) - 돼라곤
- 출동! 슈퍼윙스 - 아리
- 몬스터 하이 (넷플릭스) - 프랭키 스타인
- 케모노 프렌즈 (애니플러스) - 라쿤
- 아야카시 트라이앵글 (애니플러스 Tooniverse) - 카나데 스즈
- 포켓몬스터 XY(투니버스) - 유리카, 여경, 오케이징, 판짱, 엘르, 카렌, 이브이, 미미(28화)
  - 포켓몬스터 XY 특별편 : 메가에볼루션 - 마농의 도치마론(또치)
  - 포켓몬스터 XY&Z - 유리카, 오케이징, 이브이, 판짱, 엘르
- 포켓몬스터 (재능TV) - 뽀삐
- 피피루 안전특공대 (EBS) - 루씨씨
- 헌터X헌터 리메이크(애니맥스) - 아마나
- 헬로카봇 유니버스 (SBS)  - 파키케쿵

### 영화 애니메이션
2011년
- Yes! 프리큐어5 극장판 - 거울 나라의 미라클 대모험! - 다크 드림
- 도라에몽 극장판 진구와 날개의 용사들 - 구구동생
- 짱구는 못말려 극장판: 초시공! 태풍을 부르는 나의 신부

2012년
- 극장판 도라에몽 진구와 기적의 섬: 애니멀 어드벤쳐 - 후크
- 짱구는 못말려 극장판: 태풍을 부르는 황금 스파이 대작전

2013년
- 슬램 덩크 극장판 No.4 - 송이
- 드래곤볼Z 극장판9 은하 아슬아슬! 무지막지 굉장한 녀석! - 잔가
- 드래곤볼Z 극장판13 용권폭발!! 손오공이 안 하면 누가 하랴! - 어린 트랭크스
- 에코 플래닛 3D: 지구 구출 특급 대작전 - 호르페
- 팬더와 친구들의 모험 - 티거
- 페어리 테일 극장판 봉황의 무녀 - 미라젠 스트라우스

2014년
- 고녀석 맛나겠다 2 : 함께라서 행복해 - 키라리
- 하펫 꿈나라 모험 - 무무

2015년
- 극장판 포켓몬스터 XY: 파괴의 포켓몬과 디안시 - 유리카
- 포켓몬 더 무비 XY: 후파: 광륜의 초마신 - 유리카

2016년
- 극장판 프리큐어 올스타즈 NEW STAGE - 미래의 친구 - 나소희/큐어 파인, 포프리
- 도리를 찾아서 - 뎁, 치킨피쉬
- 소년탐정 김전일 Original 극장판 살육의 딥블루 - 후미

2020년
- 마이 리틀 포니: 레인보우 로드 트립 - 핑키파이
- 마이 리틀 포니: 최고로 멋진 선물 - 핑키파이
- 이퀘스트리아 걸스: 명절 이야기 모음 - 핑키파이
- 이퀘스트리아 걸스 엉망진창 봄방학 - 핑키파이
- 원피스 스탬피드 - 타시기 / 앤
- 핑크퐁 시네마 콘서트: 우주대모험 - 핑크퐁

2021년
- 트롤: 월드 투어 - 와니

2022년
- 핑크퐁 시네마 콘서트 2: 원더스타 콘서트 대작전 - 핑크퐁

2023년
- 핑크퐁 시네마 콘서트 3: 진저브레드맨을 잡아라 - 핑크퐁

2024년
- 사랑의 하츄핑 - 하츄핑

2025년
- 베베핀 극장판: 사라진 베베핀과 핑크퐁 대모험 - 핑크퐁
- 극장판 캐치! 티니핑 2기(가제) - 하츄핑

2028년
- 핑크퐁 시네마 콘서트 5 - 핑크퐁, 니니모

2030년
- 캐치! 티니핑: 실사영화판 2030 - 하츄핑

### 특촬물
- 가면라이더 디케이드 - 마유
- 가면라이더 더블 - 구아라, 안재희, 차수정
- 가면라이더 오즈
- 파워레인저 미라클포스 - 건우, 여왕벌의 일리안
- 파워레인저 캡틴포스 - 아임 드 파미유(캡틴 핑크) (코이케 유이)

### 게임
2012년
- 카오스 온라인 - 크리스마스 스킨 셰릴

2013년
- 던전앤파이터 - 심부름꾼 토비, 오필리아, 민타이
- 도타2 - 요술사[3]

2014년
- 방구석에 인어아가씨 - 납작이
- 사커스피리츠 - 윤서연, 시엘, 호란, 세나, 루엔, 정령
- 클로저스 - 이빛나, 오세린, 알라우네

2015년
- 괴리성 밀리언아서 - 멸염형 샤비, 요정 우아사하, 감사형 색동&샤비&춘향
- 아스트라 - 샤샤
- 창세기전4 - 디디에 레이틴

2016년
- 상실소녀 - 여신
- 니그레도 라비린스 - 백치미

2018년
- 에픽세븐 - 유피네

2021년
- 쿠키런: 킹덤 - 천사맛 쿠키

2022년
- 아기상어 버블퐁 프렌즈 - 핑크퐁

### 외화
- 미녀와 야수 - 여자 아이(스카이 데그루톨라)
- 신비한 동물들과 그린델왈드의 범죄 - 내기니(수현)

### 드라마 CD
- 검술학교의 연애사정 - 프레이, 프레야
- 몬스☆패닉 - 유주
- 방구석에 인어아가씨 - 납작이
- 어반미스 테일즈 - 백치미
- 용사가 마왕을 무찌를 때 우리들도 있었다 - 시즈 린다 할리
- 우리집 아기고양이 - 윤하나
- 운디네 스트라이크 - 아리스

### 내레이션
- 히스토리의 팬더기획(MBC Music, 2013년 9월 10일 ~ 10월 29일)

### CF
- 11번가
- DAUM - 로드뷰, 소셜검색 외 다수
- KB 국민은행
- LG 쿠키폰
- SK텔레콤 가능성의릴레이(B), 1mm, SKT안드로이드, 스마티 , T존 외 다수
- viliv X5 - 빌립X5
- 굽네치킨 구워라 (소녀시대 제시카)편 - 제시카 목소리 더빙
- 도타2
- 롯데월드 핼러윈 파티
- 모여봐요 동물의 숲
- 스킨푸드 연어아이브라이트닝, 아가베 외
- 아디다스 IMPOSSIBLE IS NOTHING
- 애니콜 - 프리지아
- 영에이지
- 챕스틱
- 천년동안
- 파리바게뜨
- 현대증권 Able 배경 노래
- 환경부 CM

### 노래
- 드래곤볼Z 카이 2기 (대원방송) - 닫는 노래
- 서몬마스터즈 블루드래곤 천계의 7용 (대원방송) - 여는 노래

### 라디오
- BBS FM 황승환의 뮤직펀치
- BBS FM 안지환의 생방송 사람 in

### 공연
- Voicebook HER - Showcase (2017.3.1)
  - Voicebook HER - Main Show (2017.4.1)

### 오디오 드라마
- 재혼 황후 - 라스타